# Khadia borealis
Khadia borealis är en isörtsväxtart som beskrevs av L. Bol. Khadia borealis ingår i släktet Khadia och familjen isörtsväxter. Inga underarter finns listade i Catalogue of Life.